# X & Y

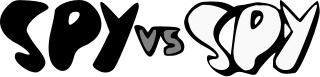
X & Y logo.

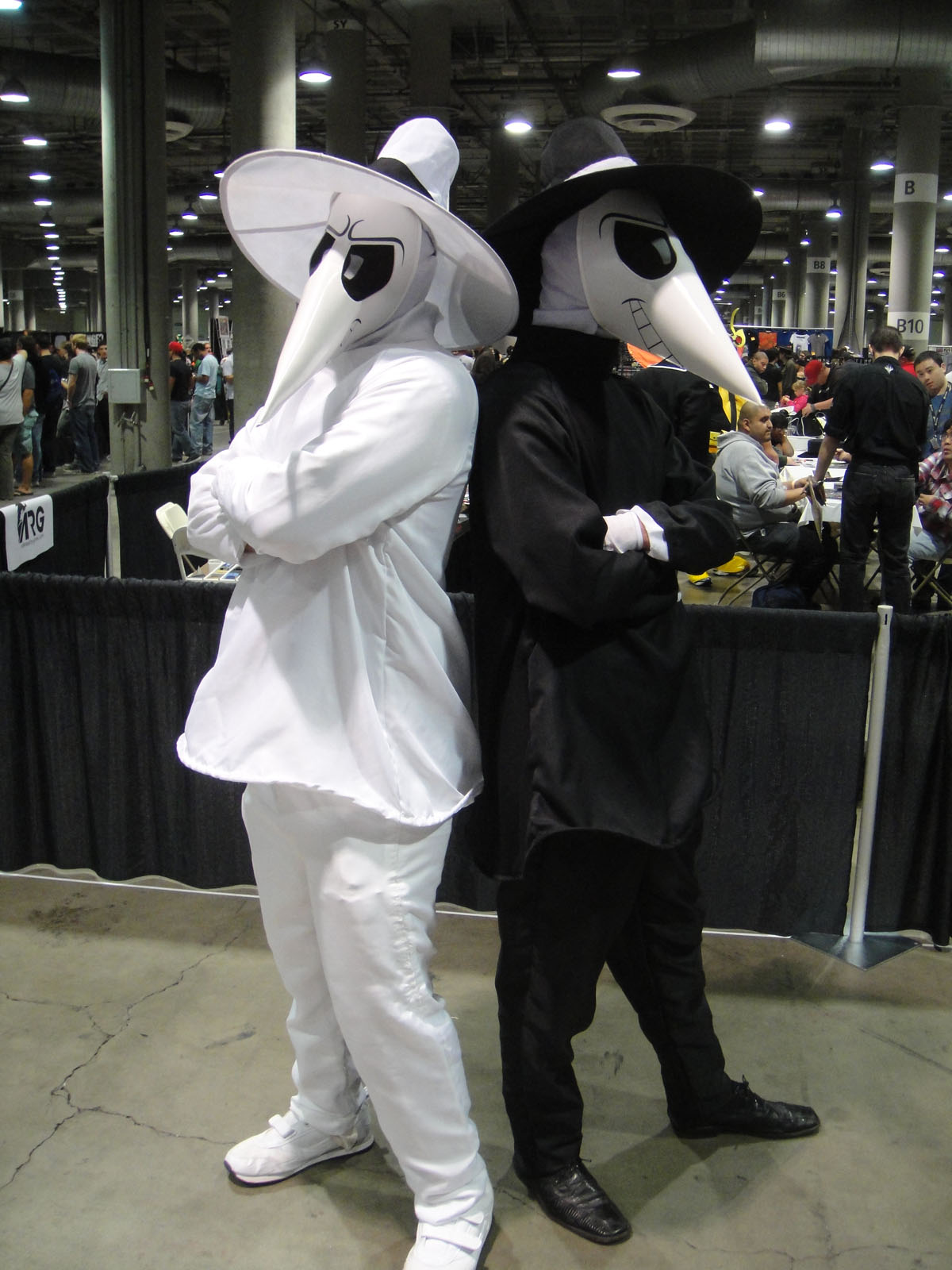
X & Y på Comikaze Expo 2011.

X & Y (på engelska Spy vs. Spy) är en svart-vit pantomimserie som först publicerades i amerikanska tidningen Mad Magazine 1961. Serien skapades av kubanen Antonio Prohias, som flydde till USA 1960, dagarna innan Fidel Castro tog över den fria kubanska pressen.
Serien handlar om de två spionerna - den vitklädde X och den svartklädde Y - (på engelska "Black" och "White") som är i ständigt krig med varandra. Den typiska historien följer ett bestämt mönster: en av spionerna planerar ett mordförsök på den andra, den andra spionen vänder hela planen mot honom eller kommer på en mästerlig motplan.
Ibland förekommer också den kvinnliga spionen Z (på engelska "Lady in Grey") som både X och Y är förälskade i. Z vinner alltid över de båda andra spionerna.
Det har också gjorts en animerad serie och ett datorspel på X & Y. 
Sedan 1997 tecknas serien av Peter Kuper.
X & Y var en symbol för det kalla kriget, och var Prohias kommentar på kapprustningens fruktlöshet.